# Bocaiúva do Sul
Bocaiúva do Sul este un oraș în Paraná (PR), Brazilia.